# Gualtiero Benardelli
Gualtiero Benardelli (Cormons, 22 gennaio 1904 – Gorizia, 26 gennaio 1972) è stato un ufficiale, esploratore e diplomatico italiano.
All'età di sedici anni prese parte all'Impresa di Fiume con Gabriele D'Annunzio divenendo successivamente funzionario del Ministero delle colonie nella Somalia italiana. Combatté nella seconda guerra mondiale al comando di una Banda di irregolari indigeni fino alla caduta dell'Impero. Durante la prigionia in India esplorò la regione del Ladakh o “Piccolo Tibet”, compiendo svariate ascensioni tra cui quella sul Gaurijunda (5.287 m). Divenuto funzionario presso il Ministero degli esteri fu console generale in Katanga e ambasciatore in Yemen e Honduras dove si dedicò a studi sulla civiltà Maya.

## Biografia
Nacque a Cormòns il 22 febbraio 1904 all'interno di una famiglia irredentista, figlio di Guido Benardelli e di Maria de Leitenburg. Dopo la fine della prima guerra mondiale il 22 dicembre 1919 abbandonò il collegio "Toppo-Wassermann" di Udine, dove frequentava l'ultimo anno, per unirsi a Gabriele D'Annunzio nell'Impresa di Fiume, arruolandosi nel XXII Reparto d'assalto "Fiamme Nere" del colonnello Raffaele Repetto.
Partecipò alla Marcia di Ronchi e prese parte a Cosala ai combattimenti delle Cinque Giornate Ritornò a casa dopo la fine della Reggenza italiana del Carnaro, il 4 gennaio 1921, per concludere gli studi liceali e successivamente, nel 1923, si iscrisse alla Facoltà di Scienze Politiche "Cesare Alfieri" di Firenze, dove, nel 1927, conseguì la laurea in Scienze sociali, economiche e politiche. Al termine degli studi partì per il servizio militare di leva, dapprima a Pola, dove frequentò il 3º Corso Allievi Ufficiali di complemento, per prestare quindi servizio di prima nomina presso i Battaglioni alpini "Pieve di Cadore" e "Vestone" del 5º Reggimento alpini.
Al termine del servizio militare entrò, per concorso, presso il Ministero delle colonie, e fu poi mandato a Mogadiscio, capitale della Somalia italiana, prestando servizio a partire dal 22 ottobre 1930.
All'atto dell'entrata in guerra dell'Italia, il 10 agosto 1940, combatté nel Regio corpo truppe coloniali della Somalia alla testa di una banda di irregolari indigeni, denominata "Banda del Commissario Benardelli",  iniziando le operazioni a partire dal 10 luglio successivo. Operò nella zona che portava da El Uack a Uager, ma con il precipitare della situazione bellica in quel settore la Banda si sciolse nel febbraio 1941, e dopo la caduta di Harar raggiunse Dalle per arruolarsi volontario, in qualità di tenente degli alpini, nel IV Gruppo Bande di frontiera "Beni Sciangul". Fu nominato comandante della Banda "Tessenei", con la quale prese parte al ripiegamento dal fiume Dabus fino a Dembidolo, venendo decorato con una Medaglia d'argento al valor militare.
Catturato dagli inglesi, fu trasferito prima a Berbera e poi nell'India settentrionale, per essere rinchiuso nel grande campo di concentramento di Yol, situato nello stato dell'Himachal Pradesh, dove trascorse cinque anni. Dopo l'armistizio dell'8 settembre 1943 ottenne dei permessi sulla parola per compiere alcune ascensioni ed esplorazioni insieme a qualche compagno di prigionia, come Luciano Davanzo e Giovanni Battista Mazzolini, nelle catena del Dhaula Dhar e del Pangi, sul Gaurijunda (5.287 m), nel Chamba e nel Ladakh o “Piccolo Tibet”. Rimase in India fino al 1946 ed una volta liberato rientrò in Patria a bordo del piroscafo Straithard, raggiungendo Napoli l'11 agosto dello stesso anno, e subito fu congedato con il grado di maggiore di complemento.
Ritornò poi a Mogadiscio, in Somalia, operando in seno dell'Amministrazione fiduciaria italiana (AFIS), arrivando in seguito a ricoprire la funzione di Vice Segretario Generale.
Nell'agosto 1959 entrò in servizio presso il Ministero degli Esteri con il grado di Consigliere per l'Oriente di Prima classe e fu inviato immediatamente ad Elisabethville, nel Katanga, con l'incarico di Console generale. L’anno successivo fu nominato Console generale a Taiz nello Yemen, e poi Ambasciatore a Sana'a, succedendo al suo amico Amedeo Guillet.
Nel gennaio 1968 divenne ambasciatore in Honduras, raggiungendo Tegucigalpa, e rimanendovi fino al novembre 1971, quando rientrò in Italia per stabilirsi a Gorizia. 
Si spense il 26 gennaio 1972, e per onorarne la memoria gli è stata intitolata una piazzetta di Gorizia.

## Pubblicazioni
- Guida di Cormòns e del Collio, a cura della Società Alpina Friulana-CAI ed inserita in “Guida del Friuli, Udine 1930.
- Note su alcune località archeologiche del Yemen, con Antonino Ennio Parrinello, Istituto Orientale di Napoli, Napoli, 1970.

### Annotazioni
1. ↑  Il cosiddetto “Natale di sangue” del 1920.
2. ↑  Con una tesi di laurea sull’ordinamento giuridico del Marocco.
3. ↑  Frequentò il corso dal 1º settembre 1925 al 19 marzo 1926.
4. ↑  Forte di 300 effettivi irregolari provenienti dai clan dei Merrehan e Digodìa.
5. ↑  Ci furono molte resistenze al fatto che egli, mandato insieme ad un altro funzionario, Luigi Gasbarri, ritornasse in Somalia, in quanto considerato troppo compromesso con il regime fascista.
6. ↑  Nel 1950 sposò la signorina Luciana Plastinò, nata nel 1920, laureata in Lettere e Filosofia presso l'Università di Padova nel 1942, che lo seguì in tutti i suoi viaggi.
7. ↑  Altro ufficiale pluridecorato combattente in Africa Orientale Italiana, decorato con Medaglia d'oro al valor militare.
8. ↑  A Tegucigalpa si dedicò ad un'altra sua grande passione, l'archeologia, effettuando numerosi studi sulla civiltà Maya.

### Fonti
1. 1 2 3 4 5 6 7 8  Benardelli 2011, p. 13.
2. 1 2  Valla 2006, p. 11.